# Phaciocephalus pseudobadia
Phaciocephalus pseudobadia är en insektsart som beskrevs av Frederick Arthur Godfrey Muir 1917. Phaciocephalus pseudobadia ingår i släktet Phaciocephalus och familjen Derbidae. Inga underarter finns listade i Catalogue of Life.